# مؤسسه توسعه و تحقیقات اقتصادی
مؤسسه توسعه و تحقیقات اقتصادی وابسته به دانشگاه تهران با سابقه‌ترین و برجسته‌ترین مؤسسه تحقیقاتی ایران در حوزه پژوهش و برنامه ریزی اقتصادی می‌باشد.

## معرفی و تاریخچه
ایجاد مؤسسه توسعه و تحقیقات اقتصادی به سال‌های اولیه برنامه‌ریزی در ایران برمی‌گردد. در سال ۱۳۲۵ که مشاوران آمریکایی برای برنامه‌ریزی اقتصادی در ایران مستقر شدند ایده تشکیل یک مؤسسه تحقیقاتی-دانشگاهی که بازوی  مطالعاتی و مشاوره بخش اجرایی در حوزه‌های اقتصادی، کشاورزی، تجاری، صنعتی، مالی، اجتماعی، آمایشی و سیاست‌گذاری باشد شکل گرفت. این نهاد در دانشگاه تهران و در دانشکده حقوق این دانشگاه، به منظور مطالعات اقتصادی، اجتماعی، آمایشی و برنامه‌ریزی اقتصادی، اجتماعی و توسعه صنعتی و کشاورزی ایجاد شد. 
مطالعات پشتیبان و ابتدایی اولین برنامه عمرانی کشور در این نهاد تازه تاسیس توسط مشاوران خارجی و با استفاده از ظرفیت‌های داخلی شامل ظرفیت‌های دانشگاه تهران و بخش اجرایی کشور انجام شد. برای اجرایی کردن برنامه اول عمرانی و مسئولیت مستقیم نهاد برنامه‌ریز و همچنین ارتقای جایگاه آن، سازمان برنامه کشور از دل این موسسه بیرون آمد و به‌صورت مستقل در ساختار دولت جایگاه رسمی پیدا نمود. بعد از شکل‌گیری سازمان برنامه در سال ۱۳۲۹ از دل موسسه توسعه و تحقیقات اقتصادی، ارتباط این نهاد با دانشگاه و صاحب‌نظران دانشگاهی از طریق موسسه در طول سالیان بعد همچنان ادامه داشت و این موسسه به‌عنوان بازوی مطالعاتی و مشورتی سازمان به فعالیت خود ادامه می‌داد. وجود فرصت‌های مطالعاتی و گرنت‌های پژوهشی در موسسه به کمک سازمان برنامه و دیگر ارکان اجرایی و همچنین گرنت‌های بین‌المللی اعطایی، آن را یک نهاد مورد توجه برای متخصصان دانشگاهی در حوزه برنامه‌ریزی توسعه، اقتصاد، توسعه کشاورزی، آمایش سرزمین و حوزه‌های مرتبط تبدیل کرده بود و سالانه محققان مختلف ایرانی و خارجی از فرصت‌های تحقیقاتی و گرنت‌های آن بهره‌مند می‌شدند. این امر امکان مشارکت این موسسه در برنامه‌های عمرانی و توسعه‌ای کشور را فراهم می‌ساخت و تربیت نیروهای متخصص داخلی برای اشتغال در سازمان برنامه و وزارت اقتصاد (شامل شرکت نفت، سازمان گسترش و نوسازی صنایع کشور، امور مالیاتی، بانکی و سایر امور) و همچنین تربیت پژوهشگران متخصص داخلی و خراجی در زمینه اقتصاد ایران را بر عهده داشت. ارتباط ارگانیک و مستمر دولت، سازمان برنامه، بانک مرکزی، دستگاه‌های اجرایی و همچنین نهادهای بین‌المللی با موسسه موجب این می‌شد که در برنامه‌ریزی‌ها، این نهادها نیز از نظرات دانشگاهی و علمی حداکثر بهره‌برداری در پیشبرد ماموریت‌های خود داشته باشد. 
با توجه به عدم الزام ثبت رسمی موسسات داخل دانشگاه، ثبت رسمی موسسه توسعه و تحقیقات اقتصادی تا سال ۱۳۳۹ طول کشید. علی‌رغم پیشینه ۱۴ ساله‌ی نهاد شکل گرفته در دانشگاه تهران که مشارکت مستقیم و جدی در برنامه‌ریزی توسعه و برنامه‌های عمرانی کشور داشت و سازمان برنامه در درون آن شکل و مستقل شده بود، این موسسه به‌صورت رسمی در تیرماه سال ۱۳۳۹ با تعریف صریح ماموریت‌های خود با هدف انجام تحقیقات نظری و کاربردی و فراهم آوردن زمینه‌های مناسب برای تحقیقات در مسائل اقتصاد ایران، مشارکت در برنامه‌ریزی توسعه‌ کشور، مشارکت در برنامه‌های عمرانی، آمایش سرزمین و مطالعات اقتصادی محض، موضوعات مرتبط با اقتصاد بین‌الملل، اقتصاد کشورهای منطقه و جهان و تربیت نیروی متخصص با آموزش مهارت‌های مورد نیاز بازار کار و صنعت به منظور افزایش بهره‌وری و اثر بخشی نیروی کار، به ریاست  حسین پیرنیا (پدر علم اقتصاد ایران) در دانشکده حقوق و علوم سیاسی و اقتصادی دانشگاه تهران ثبت شد.
به منظور آموزش‌های تخصصی علوم اقتصادی و تربیت دانشجویان و متخصصان اقتصادی در سال ۱۳۴۲، اعضای هیئت علمی موسسه توسعه و تحقیقات اقتصادی به ریاست دکتر پیرنیا نسبت به تشکیل دانشکده‌ای مستقل با نام دانشکده اقتصاد در درون موسسه توسعه و تحقیقات اقتصادی و در دانشکده حقوق و علوم سیاسی دانشگاه اقدام نمودند. موسسه توسعه و تحقیقات اقتصادی و دانشکده اقتصاد در آبان ماه ۱۳۴۶ از دانشکده حقوق و علوم سیاسی مستقل و به محل کنونی خود در امیرآباد شمالی، به ساختمان دانشکده اقتصاد دانشگاه تهران انتقال یافتند.

## اهم فعالیت‌ها در دهه اخیر
مؤسسه توسعه و تحقیقات اقتصادی دانشگاه تهران با توجه به بهره‌مندی از استادان برجسته و دانشجویان نخبه در سه مقطع کارشناسی، کارشناسی ارشد و دکتری در رشته‌های علوم اقتصادی، اقتصاد انرژی، توسعه اقتصادی و برنامه‌ریزی، بانکداری اسلامی، اقتصاد شهری و منطقه‌ای و اقتصاد محیط زیست و با بیش از نیم قرن تجربه آموزش و پژوهش به یکی از مراکز مهم پژوهشی در کشور تبدیل شده‌است. انتشار مجله‌های توسعه و تحقیقات اقتصادی این مؤسسه به زبان فارسی (مجله تحقیقات اقتصادی) و انگلیسی (Iranian Economic Review (IER)) بخشی از توانمندی این مؤسسه در این عرصه می‌باشد.
در حال حاضر مؤسسه توسعه و تحقیقات اقتصادی در چهار حوزه آموزش، پژوهش، امور ترویجی مانند نشر کتاب و برگزاری همایش‌های ملی و بین‌المللی و مشاوره به سازمان‌ها و مراکز دولتی و غیردولتی خدمات ارائه می‌نماید.

## روسای مؤسسه تاکنون
| ۱  | حسین پیرنیا           | ۱۳۳۹ | ۱۳۴۷   |
| ۲  | ناصر پاکدامن          | ۱۳۴۷ | ۱۳۵۷   |
| ۳  | سید منصور خلیلی عراقی | ۱۳۶۲ | ۱۳۶۴   |
| ۴  | محمود متوسلی          | ۱۳۶۴ | ۱۳۶۸   |
| ۵  | حسن سبحانی            | ۱۳۶۸ | ۱۳۷۰   |
| ۶  | ابراهیم گرجی          | ۱۳۷۰ | ۱۳۷۳   |
| ۷  | محمد خوش‌چهره          | ۱۳۷۳ | ۱۳۷۶   |
| ۸  | اکبر کمیجانی          | ۱۳۷۶ | ۱۳۷۸   |
| ۹  | الیاس نادران          | ۱۳۷۸ | ۱۳۸۲   |
| ۱۰ | حسین عباسی‌نژاد        | ۱۳۸۲ | ۱۳۸۹   |
| ۱۱ | محسن مهرآرا           | ۱۳۸۹ | ۱۳۹۲   |
| ۱۲ | قهرمان عبدلی          | ۱۳۹۲ | ۱۳۹۲   |
| ۱۳ | اسدالله فرزین‌وش       | ۱۳۹۲ | ۱۳۹۳   |
| ۱۴ | تیمور رحمانی          | ۱۳۹۳ | ۱۳۹۶   |
| ۱۵ | حسن سبحانی            | ۱۳۹۶ | ۱۳۹۷   |
| ۱۶ | فرخنده جبل عاملی      | ۱۳۹۷ | ۱۳۹۷   |
| ۱۷ | وحید ماجد             | ۱۳۹۷ | تاکنون |